# Sterling (Nebraska)
Sterling is een plaats (village) in de Amerikaanse staat Nebraska, en valt bestuurlijk gezien onder Johnson County.

## Demografie
Bij de volkstelling in 2000 werd het aantal inwoners vastgesteld op 507. In 2006 is het aantal inwoners door het United States Census Bureau geschat op 485, een daling van 22 (-4,3%).

## Geografie
Volgens het United States Census Bureau beslaat de plaats een oppervlakte van 1,0 km², geheel bestaande uit land. Sterling ligt op ongeveer 362 m boven zeeniveau.

## Plaatsen in de nabije omgeving
De onderstaande figuur toont nabijgelegen plaatsen in een straal van 20 km rond Sterling.